# Családi fészek (film)
A Családi fészek (Domicile conjugal) François Truffaut 1970-ben készült filmje. Előzményei: Négyszáz csapás és Lopott csókok. Folytatása: Menekülő szerelem.

## Szereplők
- Jean-Pierre Léaud – (Antoine Doinel)
- Claude Jade – (Christine Doinel)
- Daniel Ceccaldi – (Darbon, Christine apja)
- Claire Duhamel – (Darbonné, Christine anyja)
- Hiroko Berghauer – (Kyoko)
- Silvana Blasi – (Silvana, szomszédnő)
- Daniel Boulanger – (Tenor, szomszéd)
- Barbara Laage – (Monique, titkárnő)

## Cselekmény
Antoine Doinel és Christine Darbon házastársak, akik végig harcolják a házaséletüket.

## Szakirodalom
- Bikácsy Gergely: Bolond Pierrot moziba megy – a francia film ötven éve (Budapest, 1992, Héttorony Könyvkiadó – Budapest Film)
- François Truffaut: Önvallomások a filmről (Osiris Könyvtár – Film; Budapest, 1996, Osiris)